# Acridotheres fuscus
El miná de la jungla (Acridotheres fuscus) es una especie de ave paseriforme de la familia Sturnidae que vive en Asia. En muchos países de Asia se mantienen cautivos como mascotas y como consecuencia de sus huidas se han introducido en varias islas del Pacífico.

## Distribución y hábitat
Este pájaro es un residente corriente del Asia meridional tropical. Su área de distribución natural se extiende por Bangladés, Bután, India, Malasia, Birmania, Nepal, Pakistán, Tailandia. Ha sido introducido en varios archipiélagos del Pacífico incluyendo Fiyi, Samoa, Tokelau y Tonga.
Se puede encontrar tanto en los bosques como en las tierras de cultivo. Se les encuentra con frecuencia cerca del agua o en los campos de arroz.

## Descripción

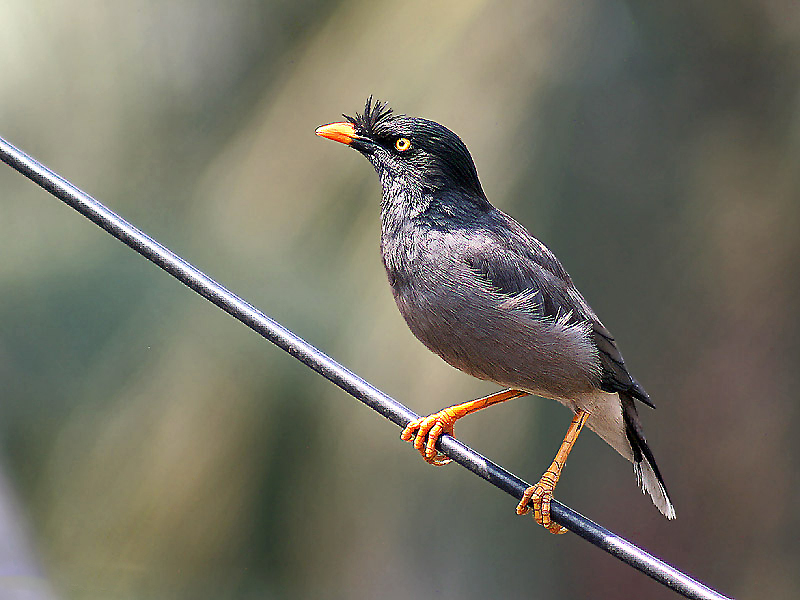
Ejemplar de la India occidental.

El miná de la jungla mide unos 23 cm tiene el plumaje de color gris, más oscuro en la cabeza y las alas. Tiene la punta de la cola y las primarias exteriores de color blanco además de la parte inferior de la cola. En la frente tiene un pequeño penacho de plumas. Su pico y patas son de color amarillo brillante, y no tiene zonas de piel desnuda alrededor de los ojos como sus congéneres. Ambos sexos son de apariencia similar y los juveniles presentan tonos parduzcos. Suelen tener los ojos amarillos aunque la subespecie del sur de la India tiene los ojos azules.
Como la mayoría de las aves de su familia el miná de la jungla es omnívoro, come frutos, semillas e insectos.

## Taxonomía
La especie fue descrita científicamente por Johann Georg Wagler en 1827. Se reconocen cuatro subespecies:	
- A. f. fuscus (Wagler, 1827)
- A. f. mahrattensis (Sykes, 1832)
- A. f. torquatus (Davison, 1892)
- A. f. fumidus (Ripley, 1950)